# Aweng Ade-Chuol
Aweng Chuol es una modelo, actriz y artista australiana cuya familia es originaria de Sudán del Sur.

## Trayectoria
Chuol nació en el campo de refugiados de Kakuma en Kenia, ya que su familia había huido de la Segunda Guerra Civil de Sudán. Se mudaron a Australia cuando Chuol tenía siete años. Ella es la mayor de 12 hermanos. Su padre fue un niño soldado en la Primera Guerra Civil de Sudán y también luchó en la Segunda, muriendo a consecuencia de una herida de bala en 2013.

### Carrera
En 2017, con 18 años, mientras trabajaba en un McDonald's en Sídney, un agente de Chadwick Models se fijó en Chuol y la animó a trabajar con su agencia. Firmó con la organización y comenzó su carrera como modelo.
En 2020, Chuol apareció en la película musical y el álbum visual de Beyoncé Black Is King junto a Naomi Campbell y la actriz Lupita Nyong’o.y en un anuncio navideño de Ralph Lauren junto a su esposa.
Chuol estudió derecho y ciencias psicológicas en la Universidad de Nueva Inglaterra, donde se graduó en 2021. Chuol también toma clases de actuación y aspira a convertirse en actriz. Cita a Lupita Nyong'o y Shonda Rhimes como fuentes de inspiración para su carrera como actriz.
Chuol fue incluida en la lista de las 100 mujeres de OkayAfrica en 2019.

### Vida personal
Chuol conoció a su esposa, Alexus, en enero de 2019. Salieron durante nueve meses antes de comprometerse. La pareja se casó en diciembre de ese año en el Ayuntamiento de Nueva York. Tras su matrimonio, Chuol recibió acoso por su lesbianismo, particularmente de comunidades en Sudán del Sur, lo que la llevó a intentar suicidarse unos meses después. Como resultado, pasó tres días en una unidad de cuidados intensivos y seis más en el hospital.
Chuol y Alexus aparecieron en la portada de la revista Elle en 2020.